# 池谷悠希
池谷 悠希（いけや ゆうき、1993年7月28日 - ）は、日本の女子バスケットボール選手である。山梨県出身。ポジションはF。174cm、58kg。

## 来歴
下吉田第二小学校でバスケを始め、下吉田中学校、富士学苑高等学校を経て、2012年、三菱電機に入社。
2014年、仁川アジア大会に出場する日本代表に選出されたが、負傷のため辞退。

## 経歴
- 富士学苑高校 - 三菱電機（2012年〜）